# Уразов, Рафаэль Александрович
Рафаэль Александрович Уразов (род. 22 ноября 1990; Алма-Ата, Казахская ССР) — казахстанский артист балета, ведущий солист Казахского государственного театра оперы и балета им. Абая (с 2008 года).

## Биография
Рафаэль Александрович Уразов родился 11 ноября 1990 года в Алма-Ате.
В 2000 году поступил и 2008 году окончил Алматинское хореографическое училище им А.Селезнева.
С 2008 года по настоящее время ведущий солист Казахского театра оперы и балета им. Абая.
С 2012 года Приглашенный солист национального балета России.

## Творчество

### Репертуар в Казахского государственного театра оперы и балета
- Базиль («Дон-Кихот» Л. Минкус)
- Принц («Щелкунчик» П. Чайковский)
- Али («Корсар» А. Адан)
- Юродивый («Юнона и Авось» А. Рыбников)
- Главный шут («Легенда о любви» А. Меликов)
- Па-де-труа и шут («Лебединое озеро» П. Чайковский)
- Па-де-де («Жизель» А. Адан)
- Юноша («Бахчисарайский фонтан» Б. Асафьев)
- Франц [Коппелия] Делиб.

### Гастроли
Выступления: участвовал в Гала концертах в Перми, Кореи, участвовал в фестивалях международных фестивалях в Алматы, участвовал в различных государственных концертах при президенте республики Казахстан, участвовал в концерте ОБСЕ.
Сейчас также танцую в странах: США, Испании, Южной Корей, Италии, России и др.

## Награды и премии
- 2006 — Лауреат «Конкурса артистов балета "Весна" (I премия, Алматы)
- 2008 — Лауреат «Международного конкурса учащихся хореографических учебных заведений "Өрлеу" (Алматы)
- 2012 — Лауреат «Международного конкурса артистов балета «Kibc» (I премия, Корея, Сеул)
- 2012 — Лауреат «Международного конкурса артистов балета "Арабеск" (Россия, Пермь)
- 2012 — Государственная стипендия Президента Республики Казахстан в области культуры и искусства[6][7]